# Route Irish
Route Irish es un thriller dramático de 2010 dirigido por Ken Loach y escrito por Paul Laverty. Se desarrolla en Liverpool y trata sobre las consecuencias afrontadas por los contratistas privados de seguridad que han participado en la Guerra de Irak. El título se debe a la vía al aeropuerto de Bagdad, conocida como Route Irish. La película participó dentro de la selección oficial del Festival de Cannes de 2010.

## Reparto
- Mark Womack como Fergus.
- Andrea Lowe como Rachel.
- John Bishop como Frankie.
- Geoff Bell como Walker.
- Jack Fortune como Haynes.
- Talib Rasool como Harim.
- Craig Lundberg como Craig.
- Trevor Williams como Nelson.
- Russel Anderson como Tommy.
- Jamie Michie como Jamie.
- Stephen Lord como Steve.
- Najwa Nimri como Marisol.

## Producción
La cinta fue coproducida por Sixteen Films, Why Not Productions y Wild Bunch. Dentro de sus financiadores se encuentran France 2 y North West Vision Media. Los principales escenarios de la filmación se encuentran en Liverpool, con una semana de filmación en Jordania, haciendo las veces del suelo iraquí. La cinta reunió a Loach con el director de fotografía Chris Menges con quien ya había trabajado en producciones como Kes. El personaje de Craig fue interpretado por el veterano de la guerra de Irak Craig Lundberg, a quien Laverty encontró mientras realizaba las búsquedas para la historia. La escena de la tortura por submarino fue efectivamente realizada en el actor Trevor Williams, pues los resultados simulados preliminares no dieron los resultados esperados. Para ser una cinta de Loach, Route Irish utiliza una gran cantidad de escenas de acción y de pirotecnia.

## Estreno
Route Irish fue estrenada el 20 de mayo de 2010 en el Festival de Cannes de 2010. Aunque la cinta no estaba completamente terminada para la fecha límite, la productora Rebecca O'Brien la envió en cuanto estuvo lista, y esta fue aceptada como una inclusión de última hora tan solo dos días antes de la apertura del festival. Ken Loach expresó en una entrevista que el equipo nunca esperó tener lista la obra para que participase en Cannes, pero que cuando se supo que se habían realizado notables adelantos, los coproductores franceses insistieron en que se presentase.